# Gordon Mainland
Gordon Beach Mainland, född 1913, död 1962, var en amerikansk entomolog som specialiserade sig på Drosophila.

## Biografi
Gordon Mainland fick sin masterexamen från University of Hawaii. Sedan arbetade han vid University of Texas i en grupp ledd av John Thomas Patterson. Under denna period samlade han och andra inom gruppen in många nya arter inom släktet Drosophila från USA och stora delar av Mexiko.. 1946 flyttade Mainland tillbaka till Hawaii efter att ha blivit anställd av University of Hawaii. Han försökte föda upp flera av de arter av Drosophila som finns på Hawaii i sitt laboratorium men då detta inte lyckades så sa han upp sig från sin tjänst och flyttade ifrån Hawaii 1949. Mainland var den som introducerade Elmo Hardy, en annan amerikansk entomolog, till Hawaiis Drosophila. Hardy skulle senare bli den främste experten inom ämnet och beskrev ett mycket stort antal nya arter inom släktet Drosphila på Hawaii.